# 高台院
高台院（こうだいいん，1547年—1624年10月17日），豐臣秀吉正室，父親是杉原定利，母親為朝日殿。

## 概要
北政所原本是關白正室的稱呼，自從寧寧出現之後，北政所就變成她的專屬稱謂。
高台院的名字有多種說法，如「おね」、「禰」（ね）、「寧」（ねい），在其甥木下利房的文書《木下家譜》裡，將她的名字記為「寧」、「寧子」、「子為」（ねい）。一般稱為「ねね」，中譯多作「寧寧」。
後來她在朝廷敘任從一位的時候，正式的官方名稱叫做豐臣吉子，這是由其夫豐臣秀吉所取。寧寧過世以後安葬在高台院，法號高台院湖月心公，這就是高台院稱呼的由來。

## 生平

### 早年
她在年幼的時候，與妹妹彌彌一起被送到姨母七曲殿與其夫淺野長勝那裡做養女，當時淺野長勝也收自己妹妹的兒子淺野長政做養子。1561年時，寧寧與木下藤吉郎（後來的豐臣秀吉）結婚，兩人為當時少見的自由戀愛而結婚，藤吉郎庶民出身而寧寧是武家之女，身分地位並不相配，但寧寧卻始終支持著丈夫，是個賢慧的妻子。
在秀吉獲得了長濱城後培植了一批人才做為親信，這些人以本來是小和尚的石田三成爲首、成員多為文人的文派，以及寧寧或秀吉的遠房親戚為主、由福島正則與加藤清正等戰將組成的武派。因爲寧寧對這些人自幼照顧且視如己出，所以不論文派武派都視寧寧為母而非常尊敬她。
官位不斷攀升的秀吉顯現好色本性，時常拈花惹草，有一次寧寧氣不過便寫信向信長抱怨這樣的事，重視家臣家庭關係的信長也回信安慰她，誇寧寧是個賢妻，還在信中譏諷秀吉為「禿鼠」為寧寧出氣，更言明必要時可亮出這封「上諭」給他看，此後寧寧便時常拿這封信牽制玩過頭的秀吉，效果卓越。

### 豐臣政權時期
天正十年（1582年），發生本能寺之變。當時還在近江長濱城的寧寧，為了逃難而躲在領地內的大吉寺，不久之後秀吉於山崎合戰大破明智光秀軍，寧寧才與秀吉在長濱城再度相會。確定「天下人」地位後的秀吉帶她一起移居大坂城，而且在天正十三年（1585年）秀吉擔任正一位關白之職時，寧寧也受封為從三位，從此被稱為北政所。到了1588年4月14日，後陽成天皇行幸聚樂第，在回宮以後將北政所再昇到從一位的地位。
寧寧與養子豐臣秀次的關係也很好，視如己出。1591年（天正十九年）12月(舊曆)，養子秀次任關白及豐臣政權家督。1595年（文祿四年），養子豐臣秀次捲入謀反的事件，身為養母的寧寧多次在太閣秀吉面前幫秀次說話，但因家臣石田三成離間秀吉與秀次的父子關係，再加上秀次並不是親生的兒子，讓秀吉起了殺意，派石田三成等人將關白及豐臣政權家督之位收回，命豐臣秀次離開豐臣家前往高野山，不久豐臣秀次於高野山被殺害，家族也被誅族。寧寧為此十分痛心，與家臣石田三成的關係也因豐臣秀次事件而疏遠。
雖然秀吉妻妾成群且非常寵愛淺井長政長女淀殿，但是依然沒因此動搖寧寧的地位；秀吉非常明白寧寧是賢慧的良妻，眾妻室當中只有她能穩定後方，所以秀吉也不吝給予寧寧應得的地位與權力，也留下了成為北政所的寧寧與關白秀吉在諸大名面前用大家都聽不懂的尾張方言吵架的逸話，足見寧寧超然地位與秀吉對她的尊重。現代創作有不少淀殿與寧寧不合的說法都不是事實；事實上淀殿與寧寧關係不錯，兩人相安無事，淀殿也很敬重寧寧。

### 晚年
慶長三年八月十八日（1598年9月18日）其夫君太閣秀吉公病逝，享壽六十一歲。由於北政所並沒有兒子，因此豐臣家的政權便旁落到繼承人秀賴的母親淀殿身上。之後北政所在大坂城西之院剃髮，稱為高台院。慶長四年（1599年）在德川家康的幫助下，在京都三本木的宅邸隱居。她與德川家康頗有交情，在關原之戰時，也據傳是她勸告福島正則、加藤清正、小早川秀秋投靠東軍，但實際上，北政所不僅參加了西軍一方的宇喜多秀家的出陣儀式，也和淀殿一起派出側近勸說大津城開城投降西軍，小早川秀秋的兄弟裡，同為北政所外甥的木下利房、木下延俊、木下俊定、木下秀規都屬於西軍，從兄弟杉原長房、從姊妹的丈夫上田重安也都屬於西軍，而且根據親近北政所的僧人梵舜的日記，從北政所離開大阪到關原之戰數年後，都沒有福島正則來與北政所會面的紀錄，可見通說並不可信。
慶長十年（1605年），高台院為了幫亡夫秀吉公祈求冥福，請家康幫忙，在京都東山建立高台寺，從此她便定居此地。在大坂之戰時，她也曾經想為兩方和睦盡心力，但最後豐臣家還是宣告滅亡。豐臣家滅亡後，她在幕府的庇護下，靜靜的渡過餘生（淡出政治舞台後，活到德川二代將軍秀忠時期）。
寬永元年十月十七日（1624年9月6日），高台院安詳辭世，享壽七十七歲。高台院過世後，就安葬在京都的高台寺，法名高台院湖月心公。

## 登場作品
小說
- 豐臣一族（中央公論新社、司馬遼太郎著）
- 北政所（中日新聞社、岸宏子（日语：岸宏子）著）
- 花軍：北政所波瀾的生涯（作品社、小石房子（日语：小石房子）著）
- 高台院阿寧（光文社、阿井景子（日语：阿井景子）著）
- 阿寧（NHK出版、田渕久美子（日语：田渕久美子）著）

影視劇
- 出世太閤記（1938年、日活、演：市川春代）
- 凸凹太閤記（日语：凸凹太閤記）（1953年、大映、演：伏見和子）
- 太閤記（1958年、松竹、演：瑳峨三智子）
- 新書太閤記（日语：新書太閤記#テレビドラマ）（1959年、MBS、演：円山榮子）
- 大話太閤記（日语：ホラ吹き太閤記）（1964年、東宝、演：濱美枝）
- 德川家康（1964年、NET、演：市川和子）
- 太閤記（日语：太閤記 (NHK大河ドラマ)）（1965年、NHK大河劇、演：藤村志保）
- 功名十字路（1966年、NET、演：山田五十鈴）
- 戰國太平記 真田幸村（1966年、TBS、演：東山千榮子（日语：東山千栄子））
- 戰國艷物語（日语：戦国艶物語#第二部・淀君編）（1969年、ABC、演：奈良岡朋子）
- 青春太閤記（日语：青春太閤記 いまにみておれ!）（1970年、NTV、演：大原麗子）
- 大坂城之女（日语：大坂城の女）（1970年、KTV、演：三益愛子）
- 春之坂道（日语：春の坂道）（1971年、NHK大河劇、演：奈良岡朋子）
- 女人武藏（日语：女人武蔵）（1971年、KTV、演：小柳久子）
- 國盜物語（日语：国盗り物語 (NHK大河ドラマ)）（1973年、NHK大河劇、演：太地喜和子）
- 新書太閤記（日语：新書太閤記#新書太閤記（NETテレビ））（1973年、NET、演：山本陽子）
- 黃金的日子（日语：黄金の日日）（1978年、NHK大河劇、演：十朱幸代）
- 女太閤記（1981年、NHK大河劇、演：佐久間良子）
- 關原（日语：関ヶ原 (テレビドラマ)）（1981年、TBS、演：杉村春子）
- 女子們的大坂城（日语：女たちの大坂城）（1983年、YTV、演：濱木綿子）
- 德川家康（1983年、NHK大河劇、演：吉行和子）
- 真田太平記（日语：真田太平記 (テレビドラマ)）（1985年、NHK水曜時代劇、演：津島惠子）
- 太閤記（日语：太閤記 (1987年のテレビドラマ)）（1987年、TBS、演：名取裕子）
- 獨眼龍政宗（1987年、NHK大河劇、演：八千草薰）
- 女子們的百萬石（日语：女たちの百万石）（1988年、NTV、演：京町子）
- 德川家康（日语：徳川家康 (1988年のテレビドラマ)）（1988年、TBS、演：岩下志麻）
- 春日局（1989年、NHK大河劇、演：香川京子）
- 織田信長（日语：織田信長 (1989年のテレビドラマ)）（1989年、TBS、演：片瀨梨乃（日语：かたせ梨乃））
- 利休（日语：利休 (映画)）（1989年、松竹、演：岸田今日子）
- 千利休〜猶如雪間草望春來〜（日语：千利休 〜春を待つ雪間草のごとく〜）（1990年、MBS、演：朝丘雪路）
- 信長KING OF ZIPANGU（1992年、NHK大河劇、演：中山美穗）
- 獲取天下的男人 豐臣秀吉（日语：天下を獲った男 豊臣秀吉）（1993年、TBS、演：財前直見）
- 琉球之風（1993年、NHK大河劇、演：柾木良子）
- 織田信長（日语：織田信長 (1994年のテレビドラマ)）（1994年、TX、演：吉川十和子（日语：君島十和子））
- 豐臣秀吉 獲取天下！（日语：豊臣秀吉 天下を獲る!）（1995年、TX、演：風吹純）
- 影武者織田信長（1996年、ANB、演：澤田亞矢子（日语：沢田亜矢子））
- 秀吉（1996年、NHK大河劇、演：澤口靖子）
- 影武者德川家康（日语：影武者徳川家康#テレビドラマ (1998年・テレビ朝日版)）（1998年、ANB、演：大塚道子）
- 家康最恐懼的男人 真田幸村（日语：家康が最も恐れた男 真田幸村）（1998年、TX、演：二宮佐代子（日语：二宮さよ子））
- 葵德川三代（2000年、NHK大河劇、演：草笛光子）
- 利家與松（2002年、NHK大河劇、演：酒井法子）
- 太閤記 被喚為猴子的男人（日语：太閤記 サルと呼ばれた男）（2003年、CX、演：國仲涼子）
- 武藏MUSASHI（2003年、NHK大河劇、演：小林由利）
- 功名十字路（2006年、NHK大河劇、演：淺野優子（日语：浅野ゆう子））
- 戰國自衛隊・關原之戰（日语：戦国自衛隊・関ヶ原の戦い）（2006年、NTV、演：古手川祐子）
- 太閤記 獲取天下的男人・秀吉（日语：太閤記〜天下を獲った男・秀吉）（2006年、EX、演：星野真里）
- 茶茶 天涯的貴妃（2007年、東映、演：余貴美子）
- 明智光秀 不被神眷顧的男人（日语：明智光秀〜神に愛されなかった男〜）（2007年、CX、演：小西真奈美）
- 寧寧：女太閤記（2009年、TX、演：仲間由紀惠）
- 天地人（2009年、NHK大河劇、演：富司純子）
- 江~公主們的戰國~（2011年、NHK大河劇、演：大竹忍）
- 濃姬（日语：濃姫 (テレビドラマ)）（2013年、EX、演：臼田麻美（日语：臼田あさ美））
- 清須會議（日语：清須会議 (小説)#映画）（2013年、東寶、演：中谷美紀）
- 一代茶聖千利休（日语：利休にたずねよ#映画）（2013年、東映、演：檀麗）
- 軍師官兵衛 （2014年、NHK大河劇、演：黑木瞳）
- 懲毖錄（2015年、KBS、演：吴之英（朝鲜语：오지영 (배우)））
- 真田丸（2016年、NHK大河劇、演：鈴木京香）
- 關原（2017年、東寶、演：木村綠子）

遊戲
- 太閤立志傳系列
- 戰國無雙系列&無双OROCHI系列（2、3、4、4-II、真田丸）（光榮公司開發，山崎和佳奈配音）